# Grzybowo (Leszno)
Grzybowo (niem. do 1918 Pilzvorwerk) − jedna z dziewięciu dzielnic Leszna, położona w północno-wschodniej części miasta.

## Miejsce w strukturze miasta

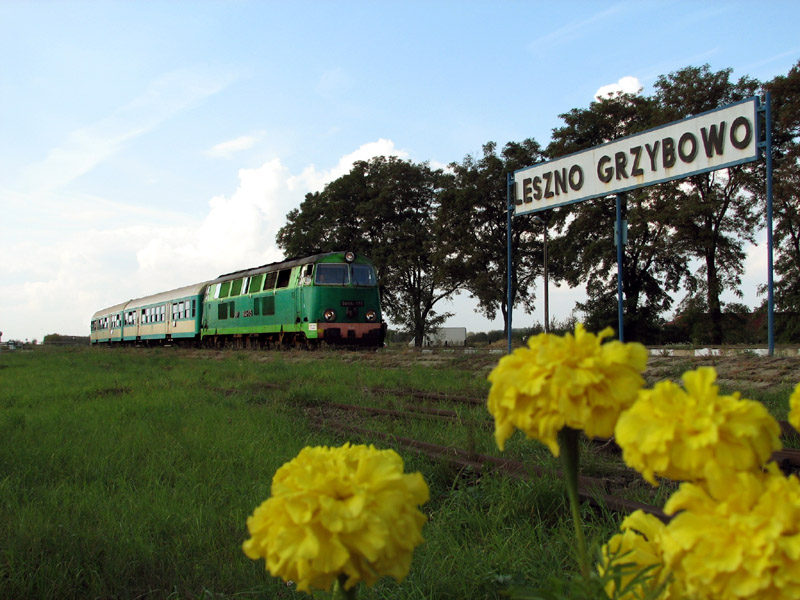
Przystanek kolejowy na Grzybowie

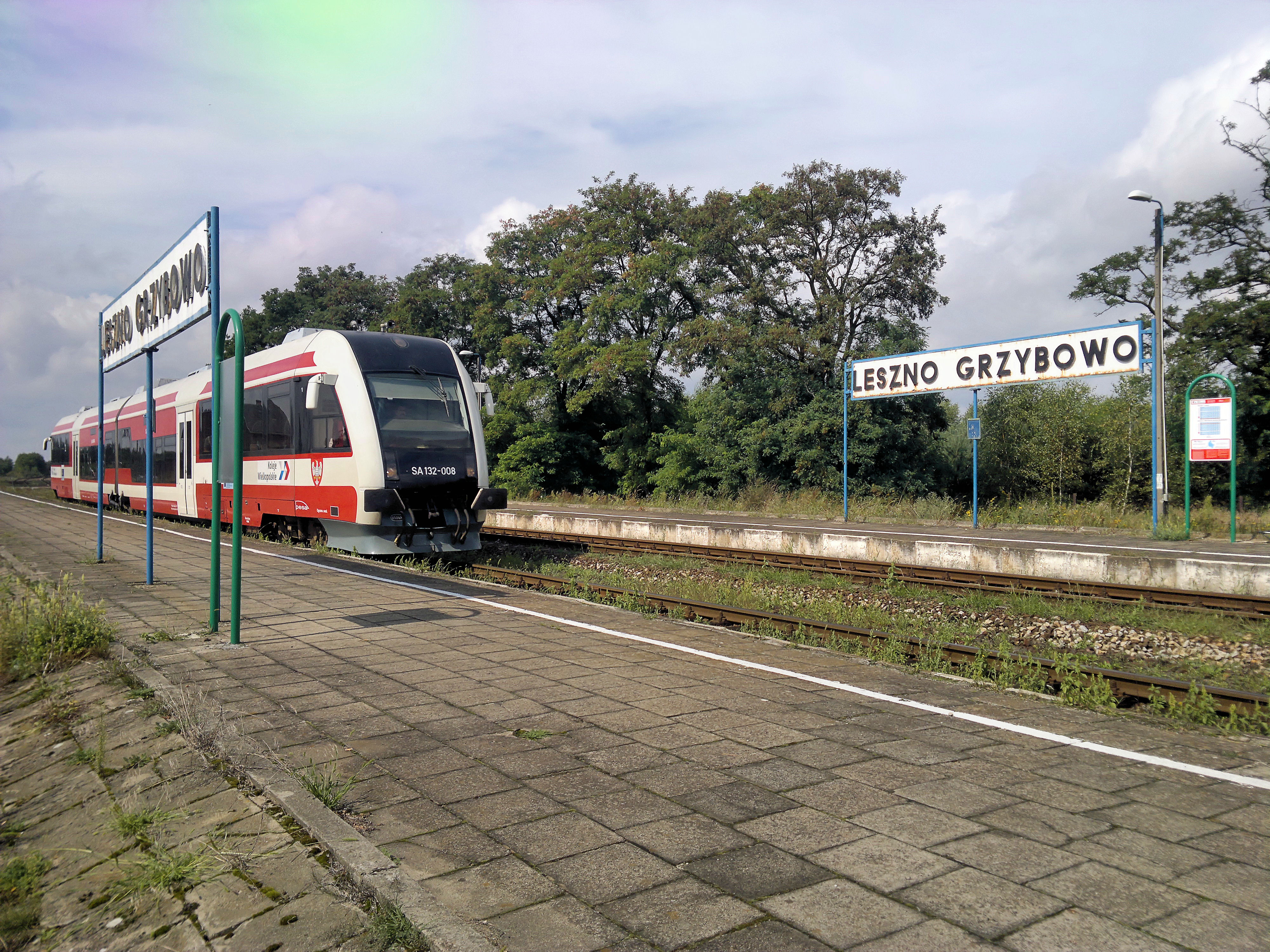
Przystanek kolejowy na Grzybowie

Grzybowo jest słabo zurbanizowaną częścią Leszna, w której na początku XXI wieku rozpoczęto rozbudowę osiedla jednorodzinnych domków. Znajduje się w jego południowo-wschodniej części. Granicę dzielnicy wyznaczają: 
- od zachodu, biegnąca ku północy od Ronda Grzybowo, ulica Osiecka (fragment drogi wojewódzkiej nr 432) wraz z przylegającymi polami i zabudowaniami,
- od południa, ciagnąca się na zachód, ulica Kąkolewska (fragment drogi krajowej nr 12),
- od wschodu lasy, dochodzące w północnej części dzielnicy do ulicy Osieckiej.

W dzielnicy, prócz głównych, granicznych ulic, znajdują się także:
- ulica Borowa
- ulica Borowikowa
- ulica Grzybowa
- ulica Iglasta
- ulica Kurkowa
- ulica Rydzowa
- ulica Szyszkowa
- ulica Żurawinowa

## Ważniejsze obiekty
Na Grzybowie znajduje się:

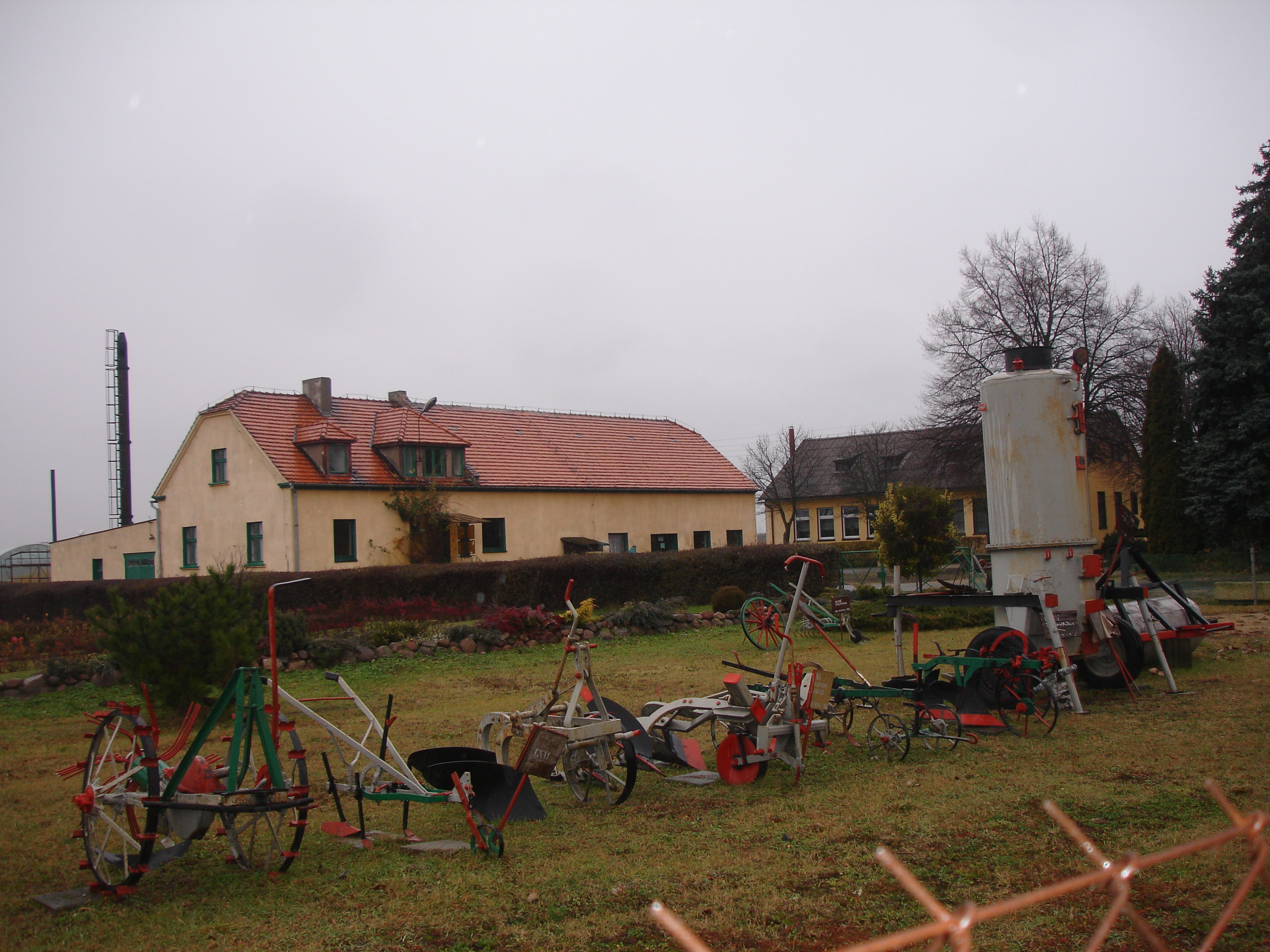
Pracownia Ćwiczeń Praktycznych Zespołu Szkół Rolniczo-Budowlanych w Lesznie

- Pracownia Ćwiczeń Praktycznych Zespołu Szkół Rolniczo-Budowlanych w Lesznie,
- były ośrodek hodowli zwierząt,
- była baza montażowa rozjazdów kolejowych oraz zakład napraw pojazdów szynowych i drezyn "Grzybowo" wraz z przylegającym przystankiem kolejowym,
- cmentarz komunalny.

## Komunikacja
Grzybowo połączone jest z innymi częściami miasta miejską komunikacją autobusową. Przez dzielnicę kursują autobusy Miejskiego Zakładu Komunikacji:
- 3 Osiecka - Dworzec PKP - Strzyżewice
- 5 Osiecka - Rejtana - Kosmonautów

oraz autobus linii 13
- 13 Osieczna - Leszno Grzybowo - Magazynowa

Dzielnica posiada także połączenie kolejowe z dworcem głównym w Lesznie, w przeciwnym zaś kierunku z Ostrowem Wielkopolskim i Jarocinem. Przystanek kolejowy znajduje się na trasie linii kolejowej nr 14 Łódź Kaliska - Forst-Baršć.
Prócz głównych dróg, do Grzybowa można od zachodu, omijając centrum miasta, dojechać otwartą w październiku 2010 ulicą księdza Jerzego Popiełuszki.